# 一ノ瀬翔太
一ノ瀬 翔太（いちのせ しょうた、1992年9月19日-）は、日本の文芸編集者。早川書房の編集者であり、ハヤカワ新書の編集長である。

## 来歴
埼玉県立大宮高等学校、東京大学教育学部を卒業後、早川書房に入社。
校閲部でフィクション・ノンフィクション作品を担当したのち、2017年に編集部へ異動、ノンフィクション書籍の編集を担当。2023年6月創刊のハヤカワ新書の編集長を務める。

## 担当書籍
下記は本人のXにおける投稿から引用
2017年
- クリスティー・ゴールデン『アサシン クリード〔公式ノヴェライズ〕』
- ブライアン・デンソン『スパイの血脈』
- ジャン＝ガブリエル・ガナシア『そろそろ、人工知能の真実を話そう』
- ウォルター・ミシェル『マシュマロ・テスト』（文庫化）
- ダン・アリエリー『アリエリー教授の「行動経済学」入門』（文庫化）
- アン・モーガン『わたしはヘレン』
- ジャンナ・レヴィン『重力波は歌う』（文庫化）
- ルーシー・クレハン『日本の15歳はなぜ学力が高いのか？』
- ゾーイ・フラード＝ブラナー&アーロン・M・グレイザー『ファンダム・レボリューション』
- R・ターガート・マーフィー『日本‐呪縛の構図』（上・下）（文庫化）

2018年
- ジュールズ・ボイコフ『オリンピック秘史』
- マイケル・ウォルフ『炎と怒り』
- スティーヴン・ウィット『誰が音楽をタダにした？』（文庫化）
- スティーブン・スローマン＆フィリップ・ファーンバック『知ってるつもり』
- ティム・ジョーンズ＆キャロライン・デューイング『〔データブック〕近未来予測2025』
- ドナルド・Ｒ・キルシュ＆オギ・オーガス『新薬の狩人たち』
- ロバート・ライト『なぜ今、仏教なのか』
- ミシェル・バデリー『〔エッセンシャル版〕行動経済学』
- デレク・トンプソン『ヒットの設計図』
- 岡本裕一朗『答えのない世界に立ち向かう哲学講座』

2019年
- マイケル・サンデル＆ポール・ダンブロージョ編著『サンデル教授、中国哲学に出会う』
- アジェイ・アグラワルほか『予測マシンの世紀』
- マッシモ・ピリウーチ『迷いを断つためのストア哲学』
- デイヴィッド・パトリカラコス『140字の戦争』
- リスト・シラスマ『NOKIA　復活の軌跡』
- 小谷賢『日英インテリジェンス戦史』
- ニコラス・クレイン『ユー・アー・ヒア』
- ジャン＝ガブリエル・ガナシア『虚妄のAI神話』
- カル・ニューポート『デジタル・ミニマリスト』
- リチャード・セイラー『行動経済学の逆襲（上・下）』（文庫化）
- ウィンストン・マー『14億人のデジタル・エコノミー』

2020年
- ウォルター・ミシェル『不道徳な経済学』
- トム・ピーターズ『新エクセレント・カンパニー』
- マーク・チャンギージー『ヒトの目、驚異の進化』
- ロバート・アイガー『ディズニーCEOが実践する10の原則』
- リチャード・プレストン『ホット・ゾーン』
- トム・ヴァンダービルト『ハマりたがる脳』
- ジェイソン・フリード＆デイヴィッド・ハイネマイヤー・ハンソン『リモートワークの達人』
- ロバート・ライト『なぜ今、仏教なのか』（文庫版）
- ジョーゼフ・Ｂ・マコーミック＆スーザン・フィッシャー＝ホウク『レベル４／致死性ウイルス』
- ジョージ・フリードマン『2020-2030アメリカ大分断』
- ステファニー・ケルトン『財政赤字の神話』
- マーク・チャンギージー『〈脳と文明〉の暗号』

2021年
- 江永泉・木澤佐登志・ひでシス・役所暁『闇の自己啓発』
- J. Y. Park『J. Y. Parkエッセイ 何のために生きるのか？』
- シッダールタ・ムカジー『遺伝子-親密なる人類史-（上・下）』
- マイケル・サンデル『実力も運のうち　能力主義は正義か？』
- 管賀江留郎『冤罪と人類』
- 宮本道人・難波優輝・大澤博隆ほか『SFプロトタイピング』
- マイケル・ルイス『最悪の予感』
- ジョセフ・ヒース＆アンドルー・ポター『反逆の神話』

2022年
- ニール・スティーヴンスン『スノウ・クラッシュ〔新版〕（上・下）』
- ガイ・ドイッチャー『言語が違えば、世界も違って見えるわけ』
- ジョセフ・ヒース『啓蒙思想2.0〔新版〕』
- ジェフ・ホーキンス『脳は世界をどう見ているのか』
- カル・ニューポート『超没入』
- リチャード・ドーキンス『神のいない世界の歩き方』（文庫化）
- ルイ・アレン『日本軍が銃をおいた日』
- スティーヴン・Ｅ・アンブローズ『ワイルド・ブルー』
- ジョン・トーランド『バルジ大作戦』
- ヘレン・プラックローズ＆ジェームズ・リンゼイ『「社会正義」はいつも正しい』

2023年
- タラ・ウェストーバー『エデュケーション』（文庫化、共同担当）
- マーティン・ミドルブルック＆パトリック・マーニー『戦艦』（共同担当）
- ジョージ・ダイソン『アナロジア AIの次に来るもの』
- 石井光太『教育虐待』
- 塩崎省吾『ソース焼きそばの謎』
- 秋田道夫『かたちには理由がある』
- 木澤佐登志『闇の精神史』
- 笠井亮平『インドの食卓』
- 羽深宏樹『AIガバナンス入門』
- 渡辺祐真編『みんなで読む源氏物語』
- ダロン・アセモグル＆サイモン・ジョンソン『技術革新と不平等の1000年史（上・下）』（共同担当）

2024年
- 熊代亨『人間はどこまで家畜か』
- 篠田謙一『科博と科学』
- 島田雅彦『散歩哲学』
- 大澤博隆・宮本道人・宮本裕人ほか『AIを生んだ100のSF』（共同担当）
- トム・スタンデージ『ヴィクトリア朝時代のインターネット』
- マルクス・ガブリエル『倫理資本主義の時代』（共同担当）
- 芝村裕吏『関数電卓はすごい』（共同担当）
- 池上彰『総決算』
- ジェームズ・ブライドル『WAYS OF BEING　人間以外の知性』
- 友田とん『『百年の孤独』を代わりに読む』